# Миненко, Юрий Николаевич
Ю́рий Мине́нко (англ. Yuriy Mynenko, Minenko; род. 3 марта 1979, Радомышль, Украина) — украинский оперный певец, контратенор, меццо-сопранист.
Финалист конкурса «Певец Мира», проходившего в Кардиффе (Уэльс, Великобритания) при участии ВВС в июне 2009 года. Первый контртенор и первый украинский певец, удостоившийся одного из призовых мест в истории данного конкурса.
На сегодняшний день широко известен благодаря партии Мегабиса (Megabise) в опере «Артаксеркс» («Artaserse») Леонардо Винчи, где также принимали участие известные современные контертеноры, такие как Макс Эмануэль Ценчич, Филипп Жаруски, Франко Фаджоли, Валер Барна-Сабадус, под управлением дирижера Диего Фазолиса. Постановка и диск с записью оперы были восторженно приняты западноевропейской публикой, критиками и отмечены рядом международных наград, в частности The award ECHO Klassik.
В 2011 году исполнил партию Ратмира в опере М. И. Глинки «Руслан и Людмила» в постановке Дмитрия Чернякова.
В настоящее время работает с продюсерским агентством Parnassus Arts Productions.

## Личная жизнь
Женат, воспитывает сына и дочь.